# Ніколь Красюк
Ніко́ль Красю́к (* 2004) — українська художня гімнастка.

## Життєпис
Народилася 2004 року. Дебютувала 2019-го на юніорському чемпіонаті світу в Москві, посіла 16-те місце в командних змаганнях, 9-те зі скакалкою, 37-ме з м'ячем, 5-те у фіналі з булавами і 19-те зі стрічкою.
2022 року, після того, як частина команди змінилася після Олімпіади-2020, її включили до національної групи. Після важкого старту через вторгнення в Україну вони дебютували на Кубку світу в Пезаро, посівши 11 місце в багатоборстві та 6 місце у вправах з трьома стрічками та двома м'ячами. Брала участь у Чемпіонаті Європи-2022 в Тель-Авіві, зайнявши 10 місце в багатоборстві та 6-те з 5 обручами. Також брала участь у Чемпіонаті світу в Софії — групові вправи — разом з Єлизаветою Аззою, Діаною Баєвою, Дариною Дудою, Анастасією Возняк, Олександрою Ющак та індивідуальні — вона й Вікторія Онопрієнко, Поліна Каріка та Поліна Городнича, посівши 12 місце в багатоборстві та з 5 обручами, також 11 місце з 3 стрічками та 2 м'ячами.
У 2023 році виступала в складі національної резервної групи на Універсіаді у Ченду, вигравши срібло в багатоборстві та бронзу з 5 обручами.